# IVBO (Brugge)

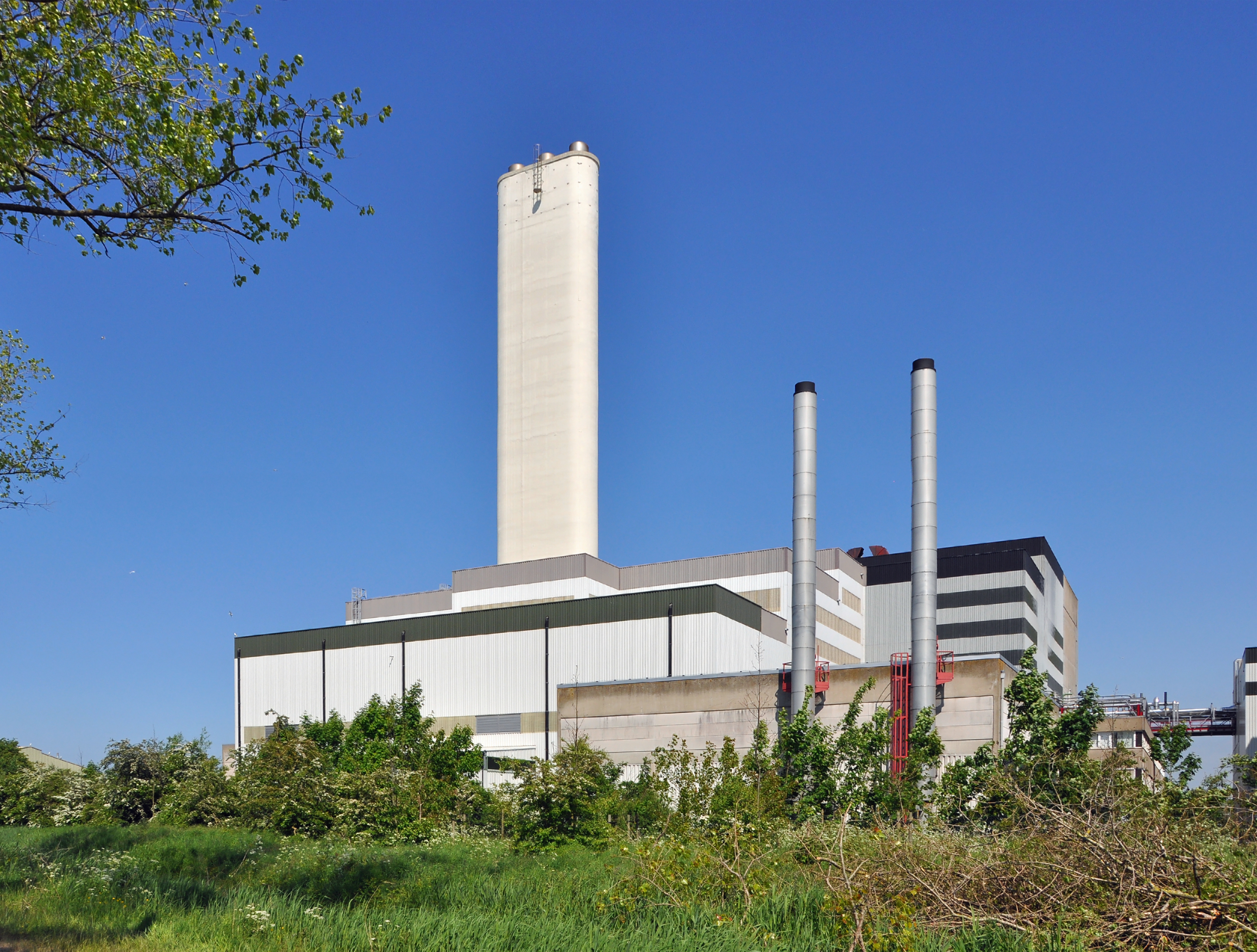
De afvalverbrandingsinstallatie van de IVBO aan de Pathoekeweg in Brugge in 2016

Het Intergemeentelijk samenwerkingsverband voor vuilverwijdering en -verwerking in Brugge en Ommeland – afgekort: IVBO – is een intercommunale waarin negen gemeenten in het noorden van de Belgische provincie West-Vlaanderen samenwerken voor de ophaling en verwerking van afval: Beernem, Blankenberge, Brugge, Damme, De Haan, Jabbeke, Oostkamp, Zedelgem en Zuienkerke. Behalve het huishoudelijk en bedrijfsafval uit de eigen gemeenten, wordt ook afval van andere plaatsen verwerkt.
De IVBO beschikt over een eigen afvalenergiecentrale aan de Pathoekeweg in Brugge. Deze dateert uit 1982, maar is regelmatig gemoderniseerd. Thans verloopt het verbrandingsproces volledig geautomatiseerd en computergestuurd. De verwerkingscapaciteit bedraagt 200.000 ton afval per jaar. De installatie bestaat uit drie parallelle ovenlijnen met een capaciteit van elk 9 ton per uur. Deze verbranding zorgt voor stoom, elektriciteitproductie (t.w.v. jaarverbruik van 79.100 inwoners) en warm water voor het warmtenet (t.w.v. jaarverbruik van 8.400 inwoners). 
Via warmterecuperatie wordt enerzijds elektriciteit geproduceerd en anderzijds heet water dat gebruikt wordt voor het verwarmen van een aantal gebouwen in de buurt. In de loop der jaren werd het warmtenet in Brugge uitgebreid tot 11 kilometer en verwarmt onder andere het AZ Sint-Jan, verschillende woonzorgcentra, een 15-tal bedrijven en het penitentair complex van Brugge. 
Op een naastgelegen terrein ligt een composteringsinstallatie, waar jaarlijks 20.000 ton selectief ingezameld groenafval tot compost verwerkt wordt.
IVBO organiseert naast, rest- en groenafval, ook andere afvalophalingen: papier en karton (vanaf 1993), pmd (1996), groenafval (1998), grofvuil op afroep (2003), container-ophaling in Damme (2018), bedrijfsafval (2000), de uitbreiding van pmd-zak (2020), asbest (2022) en het groente-, fruit- en klein tuinafval (gft in 2021).
Binnen het werkingsgebied van de IVBO bevinden zich ook nog elf recyclageparken. Sinds juli 2023 worden de recyclageparken van Brugge, Zedelgem, Oostkamp en Beernem beheerd door IVBO. De overige recyclageparken vallen onder de bevoegdheid van de gemeenten of stad. 
In 2024 viert IVBO zijn 50-jarig bestaan van deze samenwerkingsovereenkomst. 
Een volledige tijdslijn ontdek je via www.ivbo.be/50jaar